# The Dressmaker (Bainbridge)
The Dressmaker è un romanzo di Beryl Bainbridge del 1973. Il romanzo fu uno dei finalisti dell'edizione del 1973 del Booker Prize. Come molti dei primi romanzi di Beryl Bainbridge, anche questo è parzialmente autobiografico. In particolare, la storia fu ispirata dalla relazione che intrattenne da adolescente con un soldato.

## Trama
Ambientato in Lancashire durante la seconda guerra mondiale, il romanzo narra degli sforzi di una sarta e della sorella nel prendersi cura della nipote diciassettenne che sta avendo una relazione con un soldato americano.

## Adattamenti
Nel 1988 Jim O'Brien ha diretto il film The Dressmaker, con interpreti Jane Horrocks (Rita), Billie Whitelaw (Marge) e Joan Plowright (Nellie).